# 黒田秀俊
黒田 秀俊（くろだ ひでとし、1905年4月15日－1989年6月14日）は、日本のジャーナリスト、社会運動家。

## 生涯
静岡県下田市出身。明治大学政治経済学科中退、明治大学新聞高等研究科修了。
1938年中央公論社入社、42年南方派遣、のち「中央公論」編集長となり、44年横浜事件及び改造社、中央公論社解散に遭遇。
戦後は原水協事務局長、基地問題文化人懇談会事務局長、日本平和委員会常任理事などを務め、晩年は東京都中野区の教育委員準公選運動などに関わった。

## 著書
- 血ぬられた言論 戦時言論弾圧史 学風書院 1952
- 軍政 学風書院 1952
- 昭和言論史への証言 弘文堂 1966 (フロンティア・ライブラリー)
- 南京・広島・アウシュヴィッツ 太平出版社 1974
- 知識人・言論弾圧の記録 白石書店 1976 (昭和史の発掘)
- 灰色の「昭和」 昭和史覚え書より 学芸書林 1976.12
- 横浜事件 学芸書林 1976
- 昭和軍閥 図書出版社 1979.4
- 教育は誰のものか 教育委員準公選運動の記録 教育史料出版会 1980.6
- もの言えぬ時代 図書出版社 1986.8

## 参考
- 日本人名大辞典
- 中央公論社の八十年